# Culture Tichitt
La culture Tichitt est une culture archéologique datant de 2200 avant J.-C. jusqu'à 200 avant J.-C. Elle comprend une structure sociale hiérarchisée et développe la maîtrise du fer. Elle est identifiable par son art rupestre et ses pratiques funéraires caractéristiques. 
Plusieurs colonies se développent dans le Sahara occidental, en Mauritanie et les régions du Sahel. Les fouilles archéologiques révèlent plusieurs habitats ainsi qu'une tradition urbaine. La culture Tichitt pourrait représenter la première société à grande échelle d'Afrique de l'Ouest qui a peut-être servi de transition à la formation d'États comme l'Empire du Ghana.

## Description

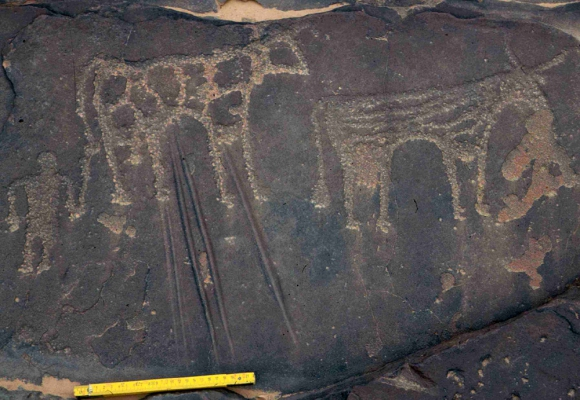
Un homme avec un bâton et des vaches au pelage marqué

Cette culture est produite par les peuples proto-mandés, à savoir les ancêtres du peuple Soninké,,. En 4000 avant J.-C., le début d'une structure sociale sophistiquée (par exemple, le commerce du bétail en tant que bien de valeur) se développe parmi les éleveurs au cours de la période pastorale du Sahara. Vers 1800 avant J.-C., la culture pastorale saharienne s'étend dans toutes les régions sahariennes et sahéliennes. Les premières étapes de la structure sociale sophistiquée parmi les éleveurs sahariens servent de transition au développement de hiérarchies sophistiquées que l'on retrouve dans les colonies africaines, telles que Dhar Tichitt (en). Après avoir migré du Sahara central, les peuples proto-mandés établissent leur civilisation dans la région de Tichitt du Sahara occidental. La culture Tichitt de l'est de la Mauritanie date de 2200 avant J.-C. à 200 avant J.-C.,,,.
La culture Tichitt, à Dhar Néma, Dhar Tagant, Dhar Tichitt et Dhar Walata, comprend une structure sociale hiérarchique à quatre niveaux, la culture des céréales, la Métallurgie, de nombreuses tombes funéraires et une tradition d'Art rupestre. À Dhar Tichitt et Dhar Walata, le mil perlé a peut-être également été domestiqué indépendamment au cours du Néolithique. Dhar Tichitt, qui comprend Dakhlet el Atrouss, a peut-être servi de centre régional principal pour la structure sociale hiérarchique à plusieurs niveaux de la culture Tichitt, et la région des lacs maliens, qui comprend Tondidarou, a peut-être servi de deuxième centre régional de la culture Tichitt. 
Les colonies de Dhar Tichitt sont constituées de multiples complexes aux murs de pierre contenant des maisons et des greniers, parfois avec des tracés de rues. De plus, autour de certaines colonies, de plus grands murs de circonvallation communs en pierre sont construits, suggérant que des « groupes à vocation spéciale » coopéraient à la suite de décisions « appliquées au bénéfice de la communauté dans son ensemble »,. Cette tradition urbaine pourrait être la première société à grande échelle en Afrique de l'Ouest, et une civilisation précoce du Sahara, qui a peut-être servi de transition pour la formation de l'État en Afrique de l'Ouest. Cette tradition urbaine étatique se développe par la suite et l'Empire du Ghana est le premier État identifiable qui semble en découler,.

## Climat et géographie

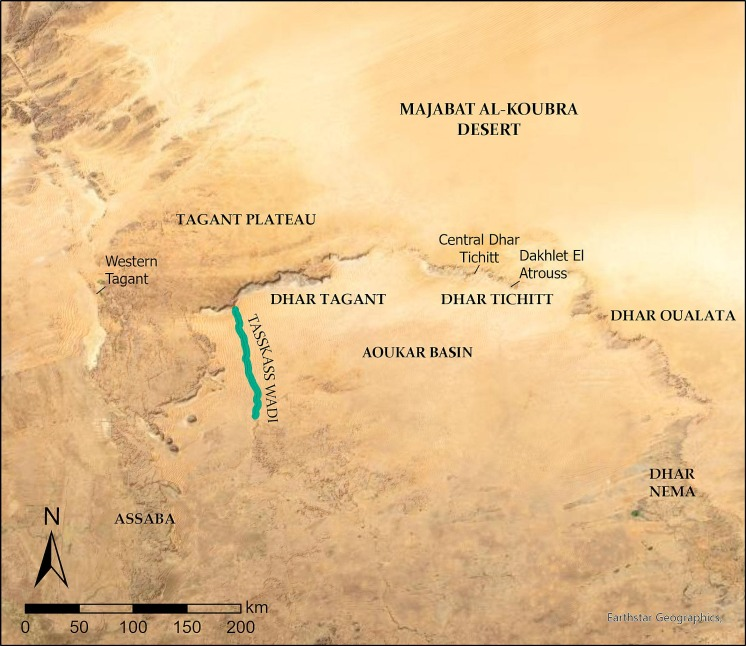
Géographie de la culture Tichitt

Les Dhars, ou falaises, sont situés dans les régions du sud-est et du centre-sud de la Mauritanie. Les falaises s'étendent sur 800 kilomètres et au nord du fleuve Sénégal,. Les Dhars de Mauritanie sont situés entre la dépression du Hodh et le Plateau du Tagant. Le Dhar Néma et le Dhar Tichitt sont des escarpements majeurs en Mauritanie. D'est en ouest, Dhar Néma, Dhar Walata, Dhar Tichitt et Dhar Tagant forment une forme semi-circulaire autour de la dépression du Hodh qui, avant 4000 avant J.-C., est une zone avec des lacs de taille considérable, et, après 1000 avant J.-C., une zone qui est devenue de plus en plus asséchée. Lors de l'émergence de la culture Tichitt, c'est une zone oasis.
Dans la région des lacs maliens, l'humidité a atteint son point le plus élevé dans la première moitié du IVe millénaire avant J.-C., et son deuxième point le plus élevé dans la seconde moitié du IVe millénaire avant J.-C. Plus d'un millier de villages en pierre sont construits, sur une superficie de 800 kilomètres, de la boucle du Niger à la région au nord du bassin de Taoudenni, ainsi que sur 600 000 km2, de la frontière du Mali et de la Mauritanie à la région à l'ouest du Tagant. Dans la région des lacs maliens, située dans le nord-ouest du delta intérieur du Niger, près du lac Faguibine et de la dépression de Faguibine, et au nord de Méma, ces sites d'habitat construits en pierres sèches et aux murs de pierre peuvent être liés à la culture Tichitt de Mauritanie.

## Tradition culturelle Tichitt

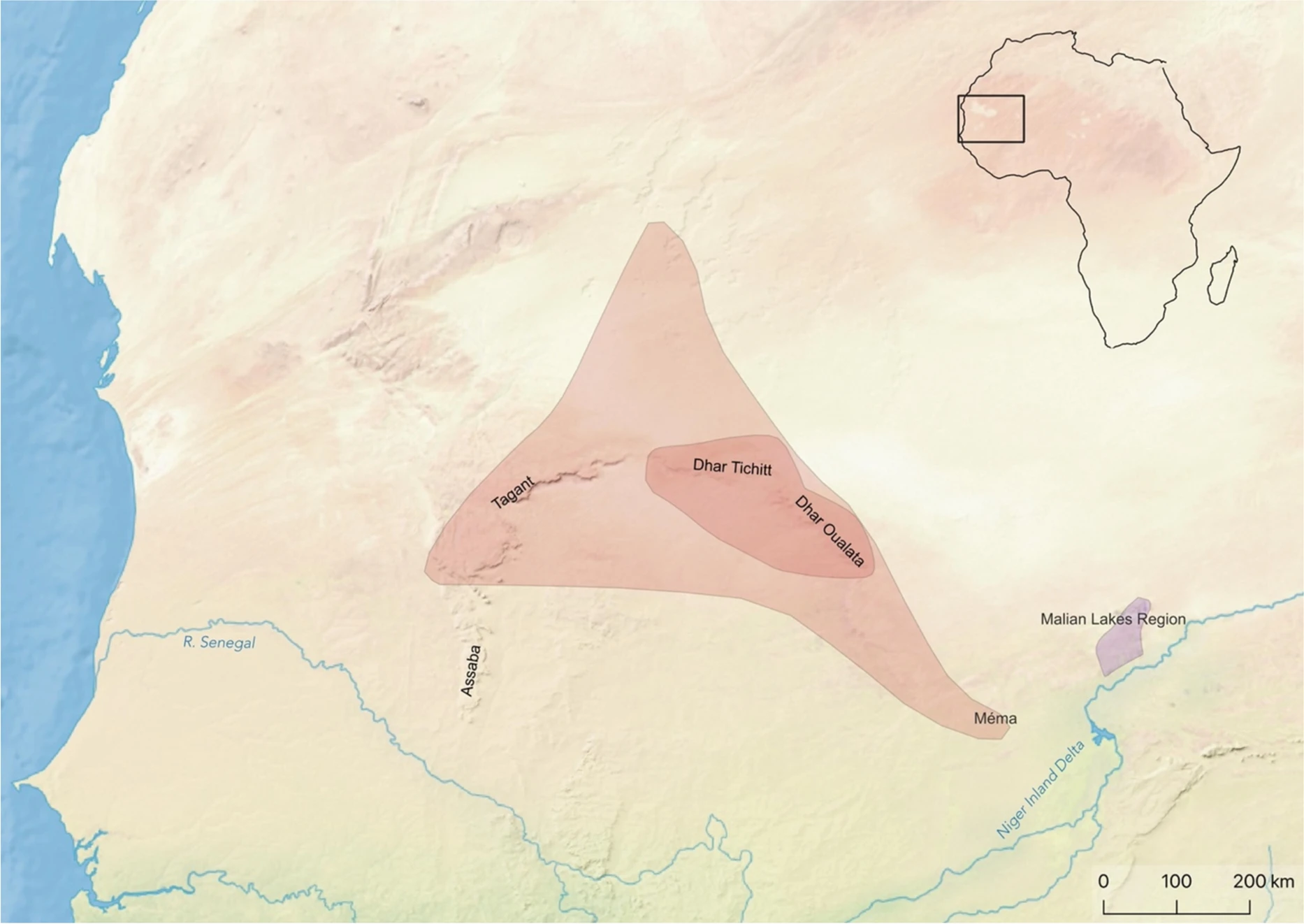
Culture Tichitt de Mauritanie et de la région des lacs maliens

Entre le 4e millénaire avant J.-C. et le 1er millénaire après J.-C., les pasteurs occupent la région occidentale (par exemple, la Mauritanie, le Maroc) du Sahara. La culture pastorale comprend une stratification sociale, comme en témoignent les objets somptueux (par exemple, des perles, des bracelets, des hachettes, des haches en pierre brillantes) trouvés dans les tumulus. Dans la région de la dépression du Hodh, dans le sud de la Mauritanie, du début du IIe millénaire à la fin du Ier millénaire avant notre ère, la culture pastorale s'est se développe en diverses formes d'urbanisme pré-étatique (par exemple, des modèles d'habitat de nucléation et de différenciation). En 2000 avant J.-C., alors que l'aridification suivait l'optimum climatique de l'Holocène, les pasteurs est des agropasteurs et est établi la culture Tichitt dans les zones de peuplement mauritaniennes de Dhar Tichitt, Dhar Walata et Dhar Néma, basée sur une économie hiérarchique composée de pastoralisme, d'agriculture (par exemple, le mil) et de maçonnerie (par exemple, l'architecture). Dans la région sahélienne de l'Afrique de l'Ouest, la céramique de roulette filaire de la culture Tichitt s'est se développe et a persisté parmi l'architecture aux murs de pierres sèches en Mauritanie (par exemple, Dhar Tichitt, Dhar Walata, Dhar Néma, Dhar Tagant) entre 1900 avant notre ère et 400 avant notre ère,. Dans ces zones habitées (par exemple, Dhar Tichitt, Dhar Tagant, Dhar Walata) avec des murs de pierre, dont l'échelle varie de (par exemple, 2 hectares, 80 hectares), il y est des terres agricoles entourées de murs utilisées pour l'élevage ou le jardinage ainsi que des terres avec des greniers et des Tumulus.

En tant que zones où la tradition culturelle Tichitt est présente, Dhar Tichitt et Dhar Walata sont occupées plus fréquemment que Dhar Néma. Les zones orientales et centrales de Dhar Walata et Dhar Tichitt, qui sont principalement peuplées entre 2200/2000 avant J.-C. et 1200/1000 avant J.-C. et contenaient certaines zones (par exemple, Akreijit, Chebka, Khimiya) avec des murs d'enceinte, servaient de principales zones de peuplement (par exemple, petits villages, hameaux, camps saisonniers) pour les Dhars de Mauritanie. L'unité fondamentale des Dhars mauritaniens (par exemple, Dhar Néma, Dhar Walata, Dhar Tichitt) est la famille élargie ou famille polygame,. En raison de la présence d'une quantité abondante d'espaces clos qui auraient pu être utilisés pour parquer le bétail et de centaines de tumulus, la propriété intergénérationnelle des biens, via la richesse du bétail, pourrait avoir fait partie de la culture Tichitt. 

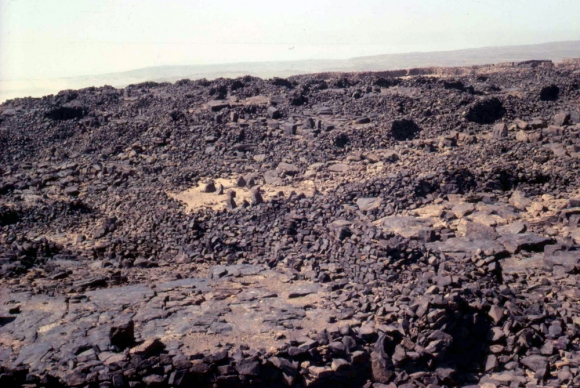
Aspect d'un village

Des rues planifiées et planes s'étendaient sur plusieurs centaines de kilomètres parmi les 400 villages, hameaux et villes construits en pierres sèches. Des points d'entrée principaux de résidences avec des rampes d'accès (par exemple, fortifiées, non fortifiées) et des tours de guet sont également présents. Les ménages utilisaient divers outils (par exemple, des pointes de flèches, des haches, des forets, des meules, des pierres rainurées, des aiguilles, des pendentifs). À Dhar Walata et Dhar Tichitt, des piliers de pierre, des dalles de pierre et des blocs de pierre, qui se chiffrent à plusieurs centaines au total, sont fréquemment disposés et alignés en trois rangées de trois ; ces pierres érigées ont peut-être servi de pilotis pour les greniers. Il y est également des jardins et des champs situés à l'intérieur d'une enceinte fortifiée d'une superficie comprise entre neuf et quatorze hectares. À Dhar Nema, on trouve également des greniers sur pilotis, de la Poterie et des outils utilisés pour la mouture. À Dhar Walata et Dhar Tichitt, le cuivre est également utilisé. La culture Tichitt a peut-être également apporté des contributions culturelles (par exemple, l'architecture, la céramique) à la culture garamante, qui a ensuite été reconstruite et innovée par les Garamantes à mesure que ces contributions sont incorporées à la culture garamante.
Les habitants de la culture Tichitt fabriquaient des objets artisanaux (par exemple des flèches, des pointes de flèches, des meules, des perles de quartz, des grattoirs) dans des ateliers, élevaient et parquaient du bétail, pêchaient et chassaient. Une caractéristique principale de la culture Tichitt est l'élevage du bétail et la culture du mil perlé. Divers types de sources alimentaires locales (par exemple, Panicum laetum, Cenchrus biflorus, Pennisetum mollissimum ; fruits de Ziziphus lotus, Balanites, Celtis integrifolia et Ephedra altissima ; Citrullus, Gazella, Addax nasomaculatus, Oryx dammah, Mellivora capensis, Taurotragus derbianus, Kobus, Hippotragus equinus, Tragelaphus, Cricetomys gambianus, Genetta genetta, Panthera pardus, Equus, Rhinoceros, Ichthyofauna, Clarias, Tilapia, Mollusques, Parreysia) sont consommés par les habitants de la culture Tichitt.

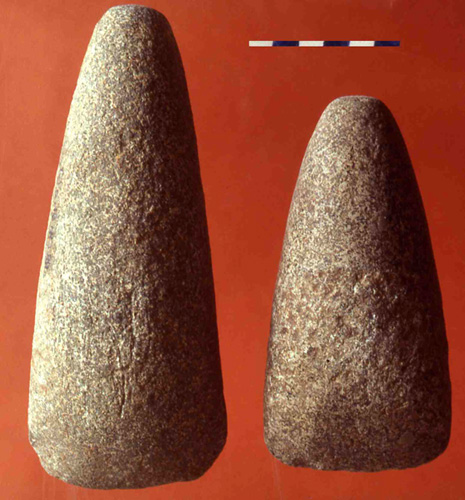
Haches en pierre de Dhar Tichitt
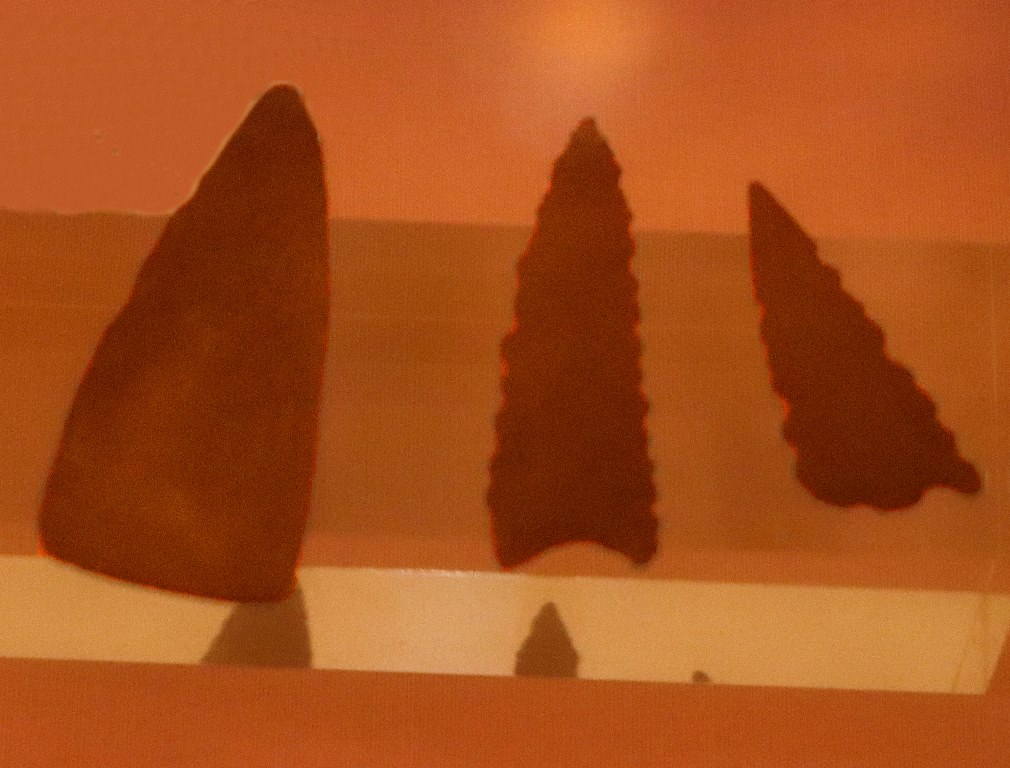
Objets lithiques associés à la culture Tichitt
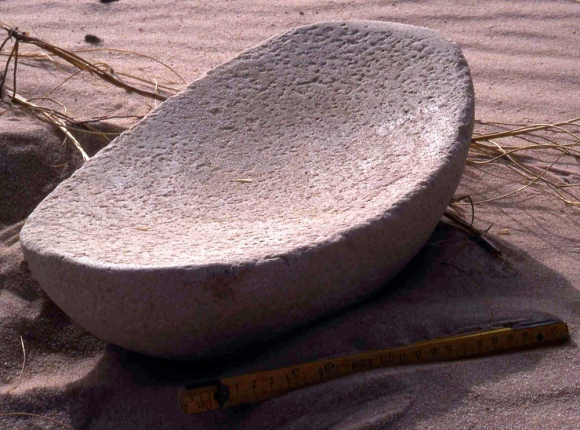
pierre à aiguiser

### Dhar Tichitt
À Dhar Tichitt et Dhar Walata, les habitants de la culture Tichitt sont considérablement mobiles à chaque saison ; ils pratiquaient l'Élevage (par exemple, moutons, chèvres, bovins), pêchaient, et, au moins vers 3600 BP, domestiquaient et cultivaient le mil perlé,. Cependant, la culture de plantes (par exemple, le mil) semble être une caractéristique de la tradition culturelle Tichitt dès le 3e millénaire avant notre ère à Dhar Tichitt. L'origine du mil perlé à Dhar Tichitt pourrait remonter à 3500 avant J.-C. À Dhar Tichitt, des traces de mil perlé domestiqué dans des poteries sont datées entre 1900 et 1500 avant J.-C. Sur la base des centaines de tumuli présents à Dhar Tichitt, comparés à une douzaine de tumuli présents à Dhar Walata, il est probable que Dhar Tichitt est le principal centre religieux des habitants de la culture Tichitt.
À Dhar Tichit, Dakhlet el Atrouss I, qui est le plus grand site archéologique de la culture Tichitt et s'étend sur 80 hectares, sert de centre régional principal pour la structure sociale hiérarchique à plusieurs niveaux de la culture Tichitt ; il comprend près de 600 complexes d'habitation, l'agropastoralisme, un grand enclos pour le bétail et une architecture monumentale comme aspect de sa culture funéraire, comme des centaines de tumulus à proximité. Outre Akrejit, il comprend également des fondations pour les greniers.

#### Art rupestre
L'art rupestre pastoral gravé et peint relatif aux agropasteurs de Dhar Tichitt, caractérisé par une patine sombre et se développe en utilisant uniquement des marteaux en pierre ou des marteaux en pierre utilisés avec un outil lithique ou métallique, est composé de diverses formes d'art rupestre (par exemple, des humains/ bergers, des animaux domestiques et non domestiqués, des enceintes fortifiées, des symboles - bétail, bœufs, deux charrettes à bœufs tirées par des bœufs, des vaches avec des mamelles, un veau, des moutons, des chèvres, deux grandes autruches) qui datent de l'âge de pierre tardif. La datation est confirmée par des os d’un hippopotame (2290±110 BP) et de quelques rhinocéros blancs (4000 BP – 2400 BP). Un attribut notable de l'art rupestre de Dhar Tichitt est la grande représentation d'un taureau qui, en raison de sa valeur dans la vie agropastorale en tant que forme de richesse, peut avoir eu une signification symbolique et/ou religieuse pour les agropasteurs de Dhar Tichitt. L'art rupestre pastoral peint du Tassili n'Ajjer, en Algérie, et l'art rupestre pastoral gravé du Niger présentent des ressemblances (par exemple, les marques de couleur du bétail) avec le bétail gravé représenté dans l'art rupestre de Dhar Tichitt à Akreijit. L'art rupestre pastoral gravé du bétail de Dhar Tichitt, qui est exposé dans des zones fermées qui ont peut-être été utilisées pour enfermer le bétail, est une preuve à l'appui de l'importance rituelle du bétail pour les habitants de Dhar Tichitt.

### Dhar Walata/Oualata

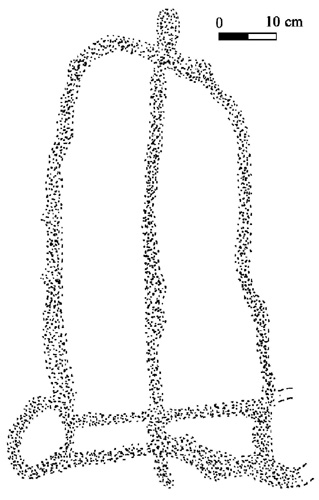
Art rupestre représentant une Charrette, avec une longue plate-forme, encadrée par deux roues

À Dhar Walata, dans la cour des maisons voisines, des jardins turriformes clos et érigés sont découverts, dont le plus ancien date d'entre 1894 et 1435 avant notre ère. Des houes et des hameçons en os ont également été retrouvés. Des dalles de pierre ont peut-être été utilisées comme lest pour empêcher l'entrée des animaux dans le village. Les réservoirs et les barrages ont peut-être été utilisés pour gérer l'eau des rivières voisines (oueds). Le millet, la farine et la Semoule ont peut-être été préparés pour cuire de la Bouillie. À Dhar Walata, des empreintes de mil perlé domestiqué dans des poteries sont datées entre 1900 et 1500 avant J.-C.

#### Art rupestre
L'art rupestre pastoral néolithique de Dhar Walata et de Dhar Tichitt peut représenter des chars tirés par des bœufs attelés et une femme portant une petite tunique. L'art rupestre de Dhar Walata peut représenter une charrette tirée par un bœuf, un homme portant une tunique qui s'étend sur une partie de ses jambes et un homme avec un bâton allongé qui peut être utilisé comme projectile et comme bouclier.

#### Restes humains
Deux restes de squelettes humains sont découverts à Dhar Walata. Bien que l'un d'eux ne soit pas daté, d'après la date des autres restes squelettiques humains trouvés à proximité, il est daté de 3930 ± 80 BP.

### Dhar Néma

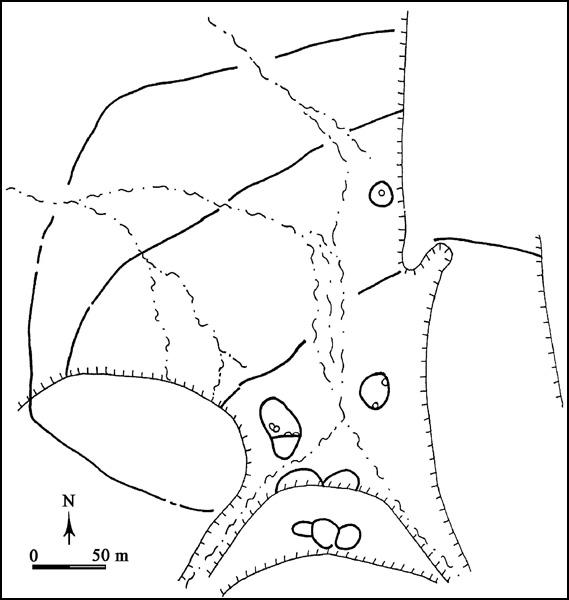
Murs de barrage sur les pentes de Dhar Walata

À la fin de la période de la culture Tichitt à Dhar Néma, le mil perlé domestiqué est utilisé pour tempérer les tuyères d'un fourneau à cuve basse de forme ovale ; ce fourneau est l'un des 16 fours en fer situés sur un terrain surélevé. La métallurgie du fer semble être se développe avant la seconde moitié du 1er millénaire avant notre ère, comme l'indiquent des poteries datées entre 800 et 200 avant notre ère. À Dhar Nema, des empreintes de mil perlé domestiqué dans des poteries sont datées entre 1750 et 1500 avant J.-C.

#### Art rupestre
L'art rupestre pastoral gravé de Dhar Néma borde Dhar Walata. L'art rupestre de Dhar Néma, Dhar Walata et Dhar Tichitt présentent des points communs culturels et artistiques (par exemple, le bétail, les méthodes de gravure). Bien qu'il y ait plus de représentations quadrupèdes que de représentations anthropomorphes à Dhar Néma, on trouve plus de représentations anthropomorphes à Dhar Nema qu'à Dhar Walata ou Dhar Tichitt.
L'art rupestre néolithique de Dhar Néma représente diverses représentations animales (par exemple, des bovins, des Oryx, des girafes), y compris des figures anthropomorphes (par exemple, des hommes ; des femmes ; un homme assis sur un bœuf avec un lasso, un arc ou un bouclier ; un homme utilisant une arme de jet sur un oryx ; un homme assis sur un bœuf sellé ; une personne tenant un panier). La représentation de l'homme revenant de la chasse à l'oryx a probablement eu lieu lorsque le paysage est encore une savane, comme l'indique la représentation de trois girafes trottant avec un cap commun. Semblable au symbole Y associé aux cultures de chasse du Sahara et du Nil, le symbole des trois demi-lignes représenté dans l'art rupestre de Dhar Néma peut être associé à la culture de chasse de Dhar Néma.

#### Restes humains
Des restes de squelettes humains découverts à Bou Khzama dans le Dhar Néma sont datés de 3690 ± 60 BP. D'autres restes de squelette humain découverts à Dhar Néma sont datés de 2095 ± 55 BP.

### Dhar Tagant
À Dhar Tagant, il y a environ 276 tumulus qui sont étudiés. À Dhar Tagant, on trouve également diverses constructions géométriques (par exemple rectilignes, circulaires) et une possible période tardive, impliquant une tombe funéraire avec une chapelle à Foum el Hadjar du 1er millénaire de notre ère et des oueds avec des traces de crocodiles. Dans le cadre d'une tendance plus large de la métallurgie du fer se développe dans le Sahel ouest-africain au milieu du 1er millénaire avant notre ère, des objets en fer (350 avant notre ère - 100 après notre ère) sont trouvés à Dhar Tagant, des pièces et/ou des objets en fer (800 avant notre ère - 400 avant notre ère) sont trouvés à Dia Shoma et Walaldé, et des restes de fer (760 avant notre ère - 400 avant notre ère) sont trouvés à Bou Khzama et Djiganyai. Les matériaux en fer qui sont trouvés sont la preuve du travail du fer à Dhar Tagant.
Bien que la confirmation de la connexion soit encore nécessaire, les tumuli de Tabarit Est du Tagant occidental ont une forme similaire aux tumuli de la culture Tichitt. Dans le sud-est de la Mauritanie, il existe plus de 9 000 tumulus ; les techniques de construction de monuments de cette tradition funéraire ont permis aux tumulus de persister dans leur forme pendant des millénaires jusqu'à nos jours. Alors que des tumulus plus petits peuvent avoir été construits par des membres de la famille nucléaire, des tumulus plus grands peuvent avoir été construits par des membres de la famille nucléaire et élargie.

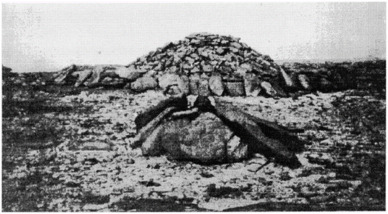
Tumulus en pierre sèche de la culture Tichitt
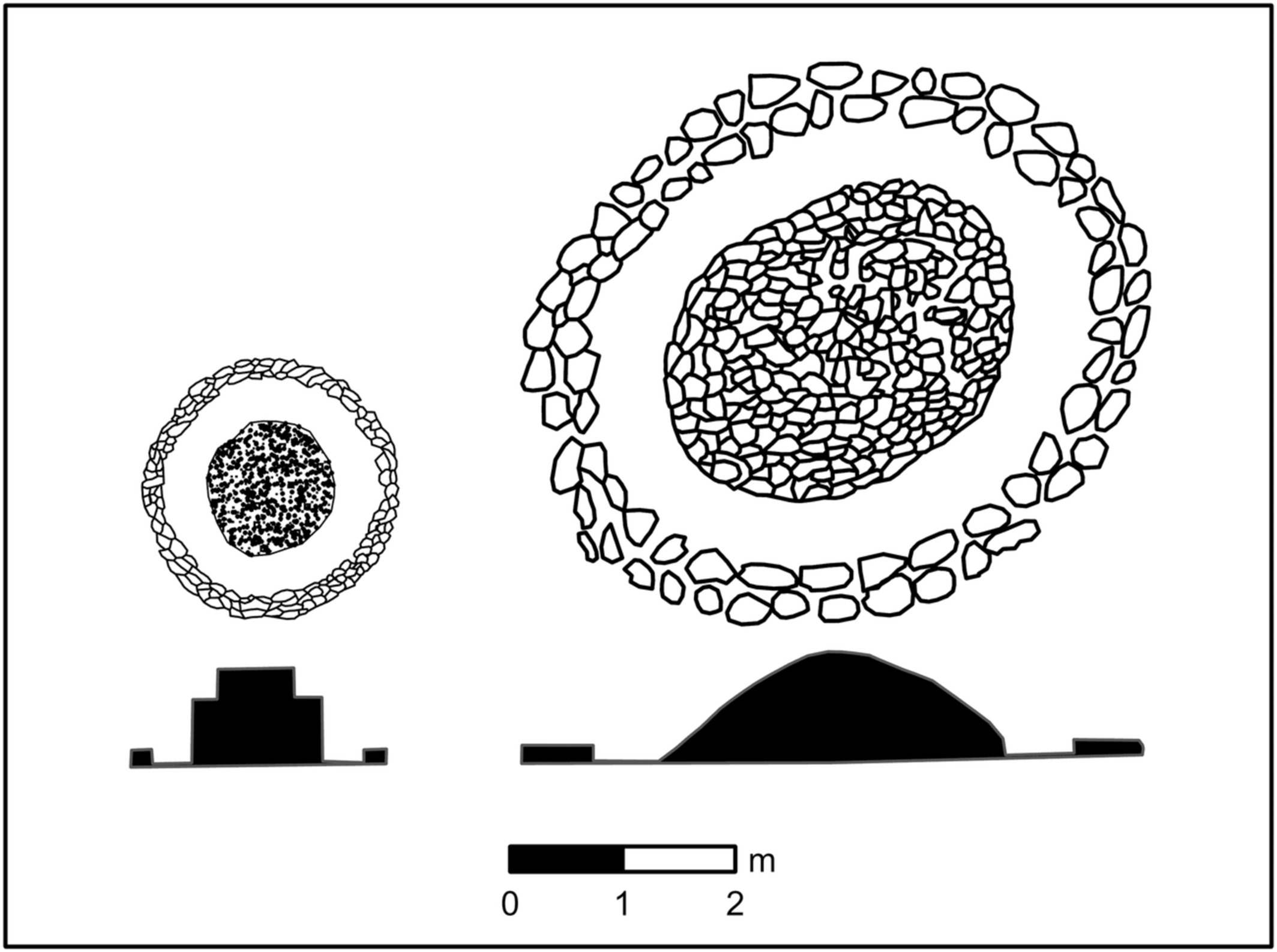
Deux types de monuments funéraires préhistoriques dans la région du Dhar Tagant, au sud-est de la Mauritanie
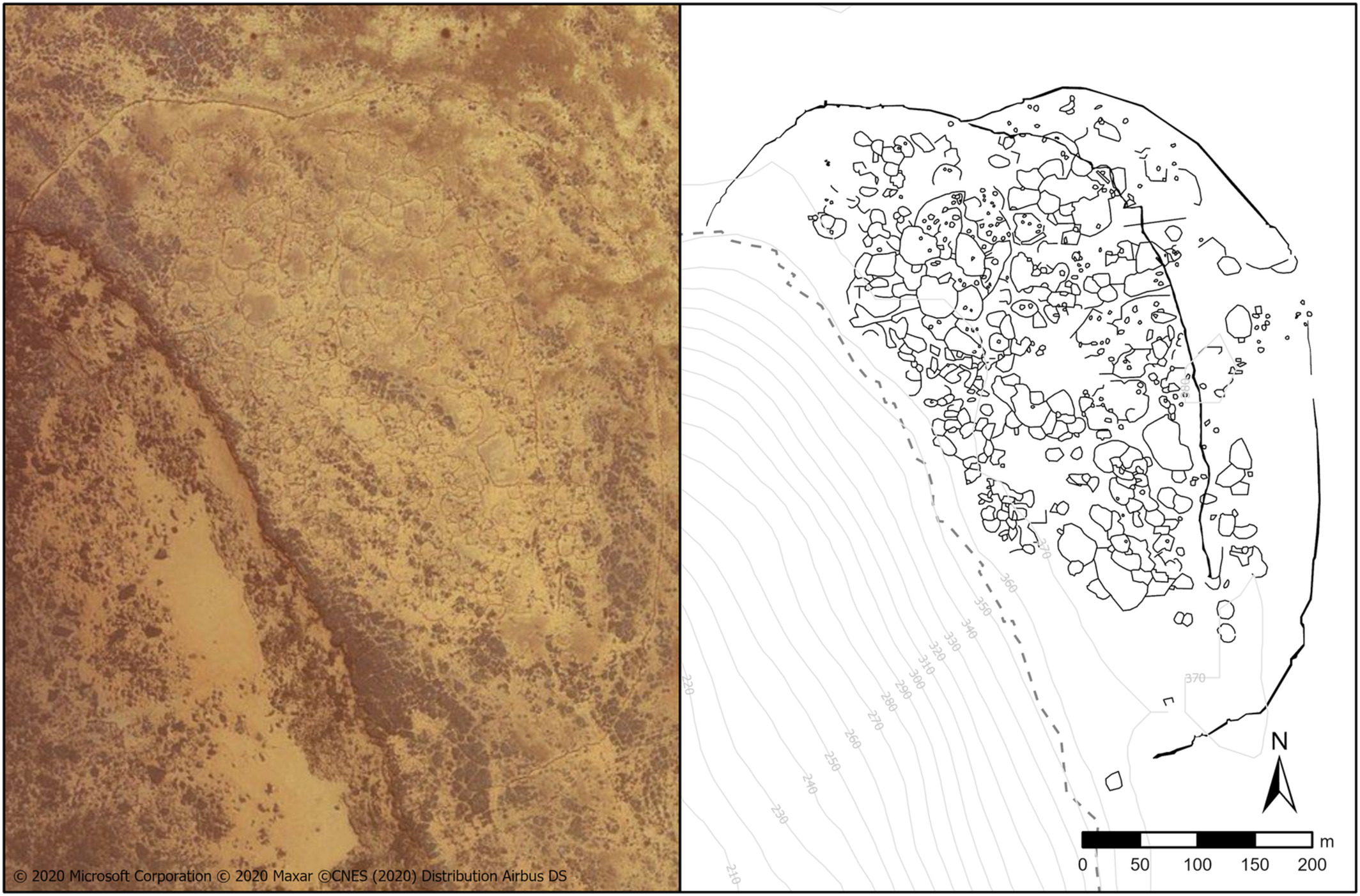
T150, une colonie à double muraille sur le bord du plateau plat de l'escarpement du Dhar Tagant

### Région des lacs maliens

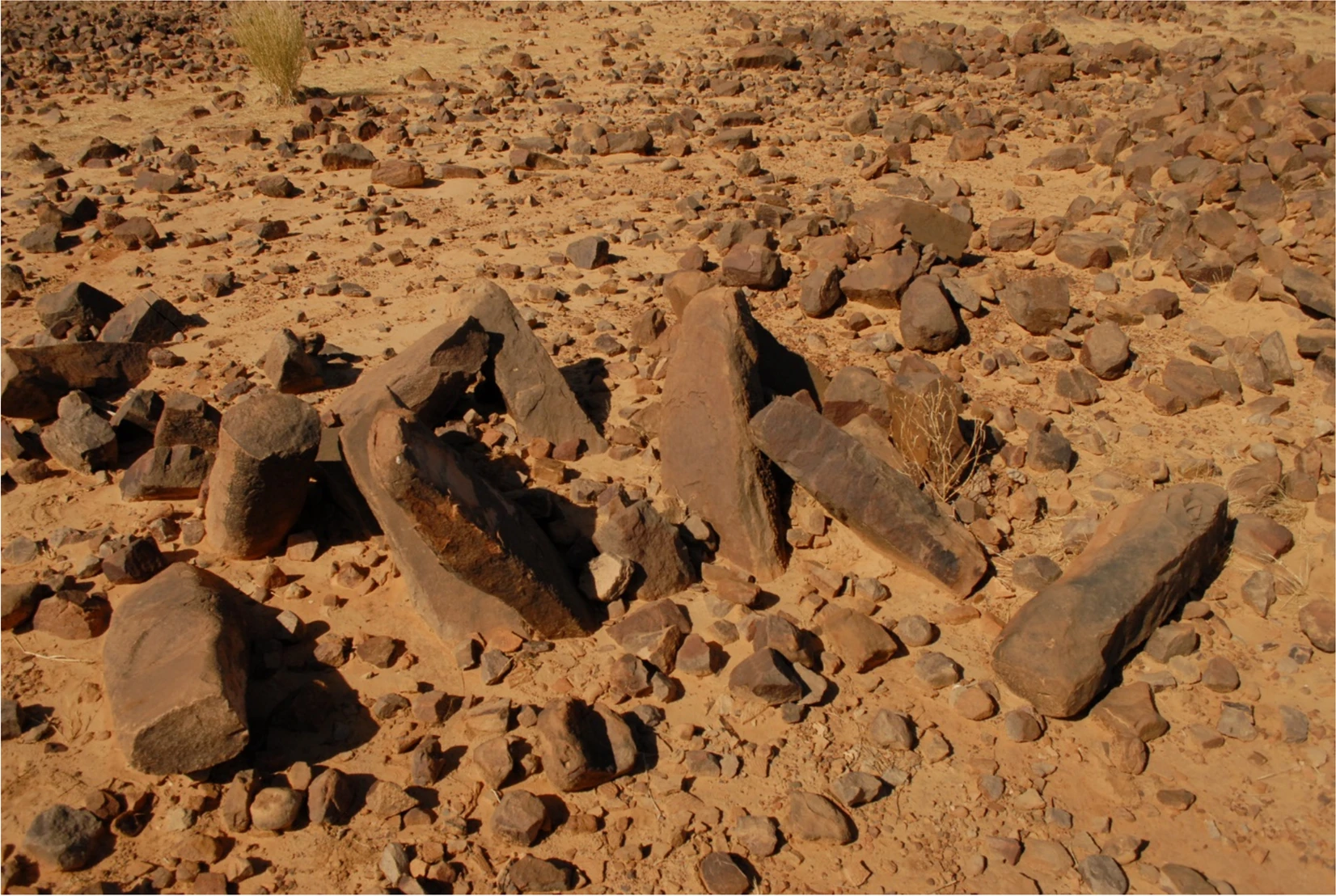
Structure de piliers en pierre à Fati 6

La région des lacs maliens a peut-être servi de deuxième centre régional de la culture Tichitt. Dans la région des lacs maliens, il existe une enceinte en pierre sèche de plus de 4 mètres de hauteur et de plusieurs centaines de mètres de circonférence, deux cimetières et, à l'intérieur de l'enceinte, un possible bâtiment citerne avec des vestiges d'une pièce de 6 à 7 mètres de diamètre ; il existe également d'autres structures en pierre sèche de différentes tailles et types, qui comprennent une grande enceinte rectangulaire, des enceintes avec des structures circulaires de petite taille, une pierre sculptée faisant partie d'un système plus large de structures, des murs en pierre, ainsi que des cimetières avec des pierres positionnées dans les zones de tête et de pied des tombes. De plus, on trouve des pierres de 2 mètres de diamètre serties dans des motifs circulaires parmi quelques structures en pierre, des restes de meules et de meules, ainsi que des poteries à motifs décoratifs. Dans la région, à proximité de Tondidarou, un mur de pierre a peut-être servi de frontière régionale, des tumulus et des cercles de pierre qui pourraient être des cimetières, et quelques vestiges de fortifications en pierre sèche ; il existe également des poteries et des outils en pierre à Mobangou, ainsi que des monticules et des structures en pierre à proximité de Mobangou. Sur la rive orientale du lac Fati, il existe de grandes enceintes sur les massifs contenant des dizaines de structures circulaires en pierre sèche jointes, et sur la rive orientale du lac Faguibine, il existe des enceintes et des structures similaires s'étendant sur 74 kilomètres au nord de sa rive orientale ; il y a également des murs de pierre d'environ un mètre de hauteur.
Les sites de la région des lacs maliens partagent des liens avec les sites de la culture Tichitt via l'un de ses sites catégorisés. La poterie de type tell de la région des lacs maliens présente également une apparence similaire (par exemple, roulettes à bandes pliées, bords épaissis) à la poterie de Faïta. Au total, il y a 180 villages, hameaux et de nombreux types de structures et d'enceintes en pierre. Parmi le total des villages en pierre construits, 30 villages en pierre peuvent avoir des traces de concessions avec des structures en piliers de pierre ; il y a aussi Fati 6 où un tell en pierre sèche est d'un statut architectural intermédiaire entre les structures en pierre sèche plus anciennes de la région de l'escarpement et les structures en pierre sèche plus récentes de la région de Tondidarou ; les deux montrent une ressemblance étroite et une connexion apparente avec les structures architecturales de la culture Tichitt. La région des lacs maliens et la région culturelle mauritanienne de Tichitt présentent une forte ressemblance géographique (par exemple, des escarpements) et des modèles de peuplement complexes similaires sur et sous les escarpements. Dans la région des lacs maliens, les villages de pierre semble être construits entre le IIe millénaire avant notre ère et le Ier millénaire avant notre ère. Au 1er millénaire de notre ère, des tells en terre sont créés dans les plaines, le long des rives et dans les plaines inondables du fleuve Niger à Tondidarou ; la différence de distance et de dates peut indiquer qu'il y a eu un changement progressif des sites d'établissement, de la section régionale de la région des lacs maliens où se trouvent les escarpements vers la section régionale où se trouve Tondidarou, ainsi qu'un changement technique progressif vers la construction de monticules d'établissement en terre. Dans l'ensemble, les preuves archéologiques sur et sous les escarpements de la région des lacs maliens du IIe millénaire avant notre ère - Ier millénaire avant notre ère peuvent servir de preuve connective entre Mema, Tondidarou et d'autres sites du Niger moyen du Ier millénaire de notre ère et la culture Tichitt de Mauritanie.

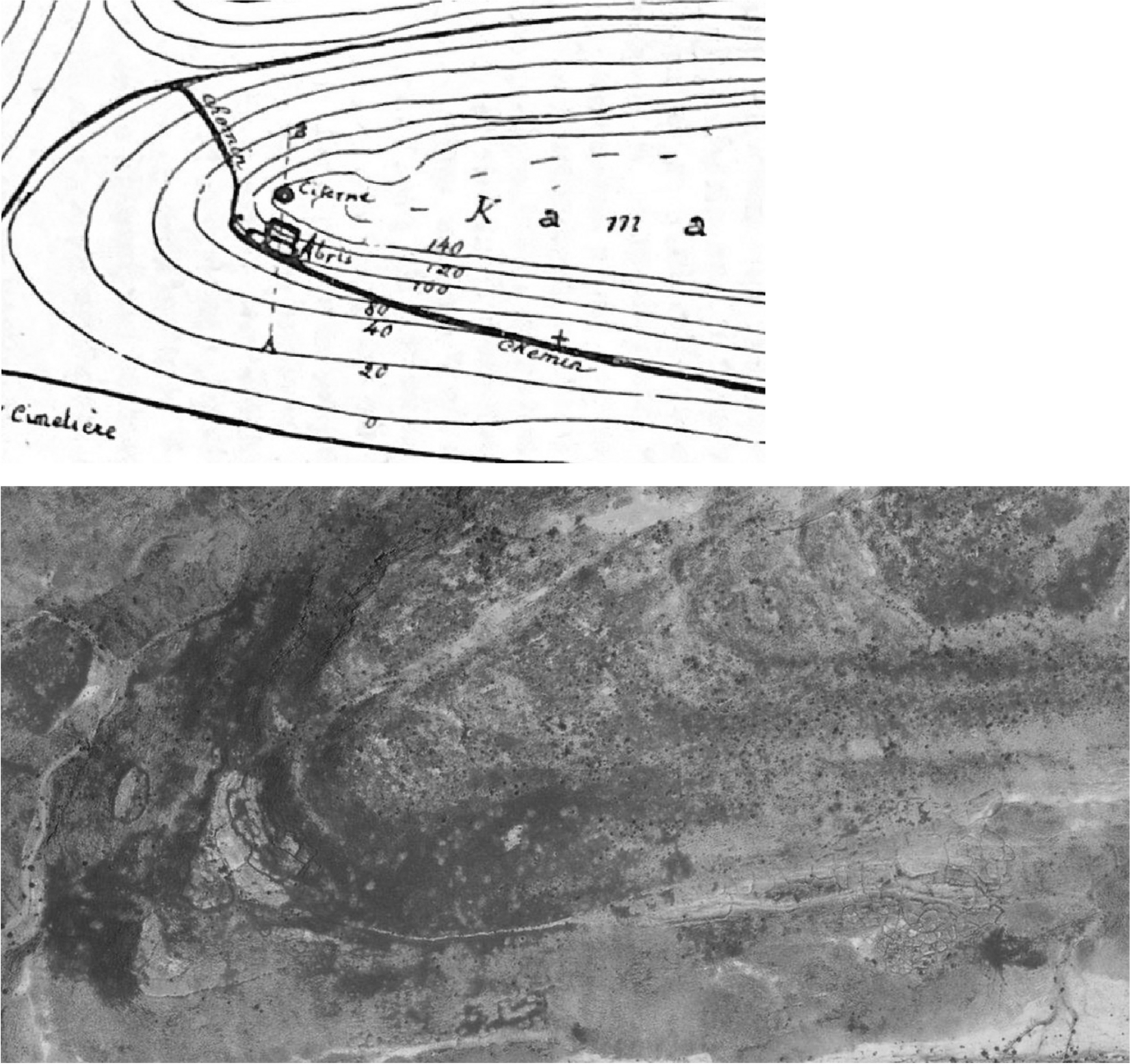
Carte et image satellite
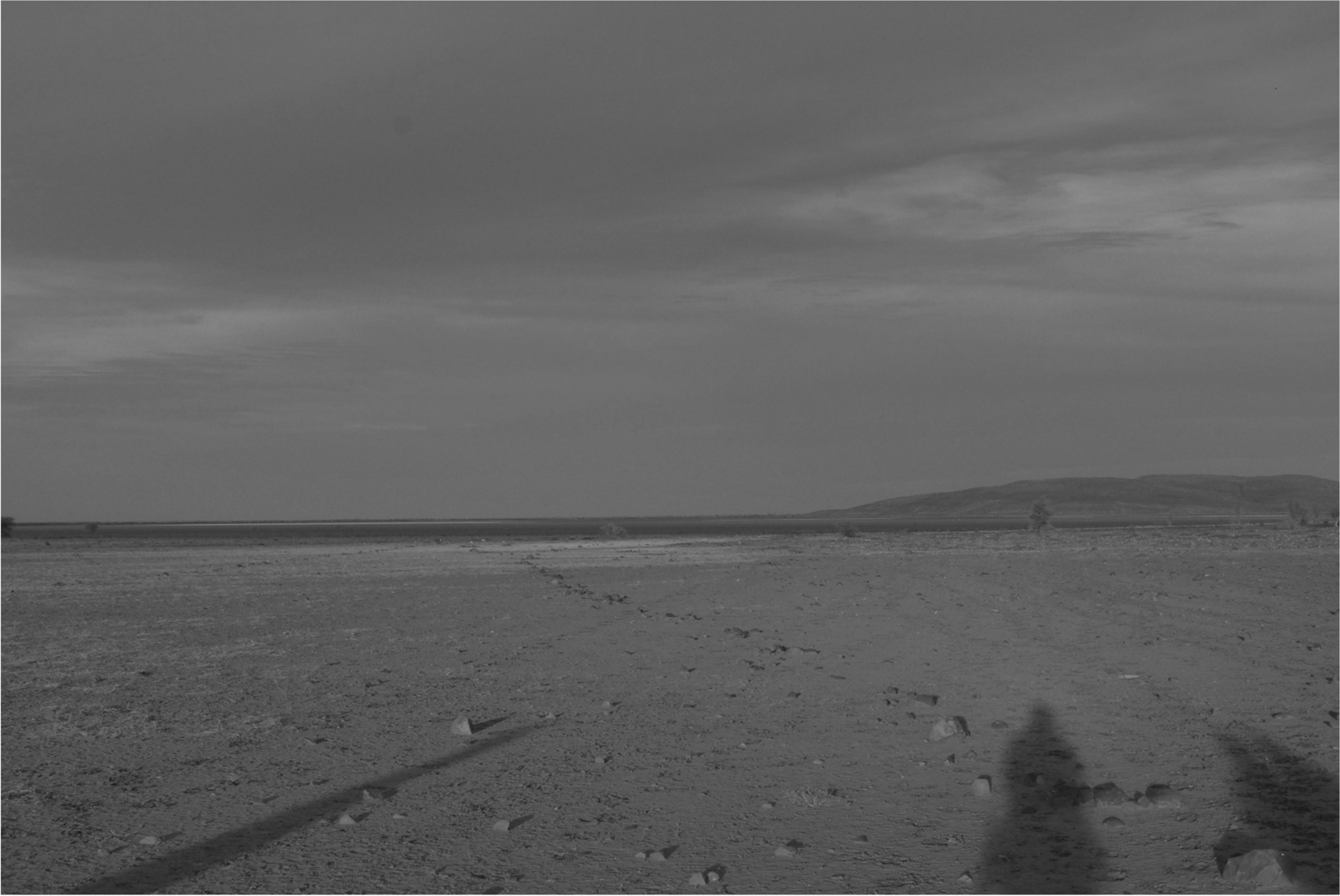
Limite de champ sur la rive ouest du lac Fati
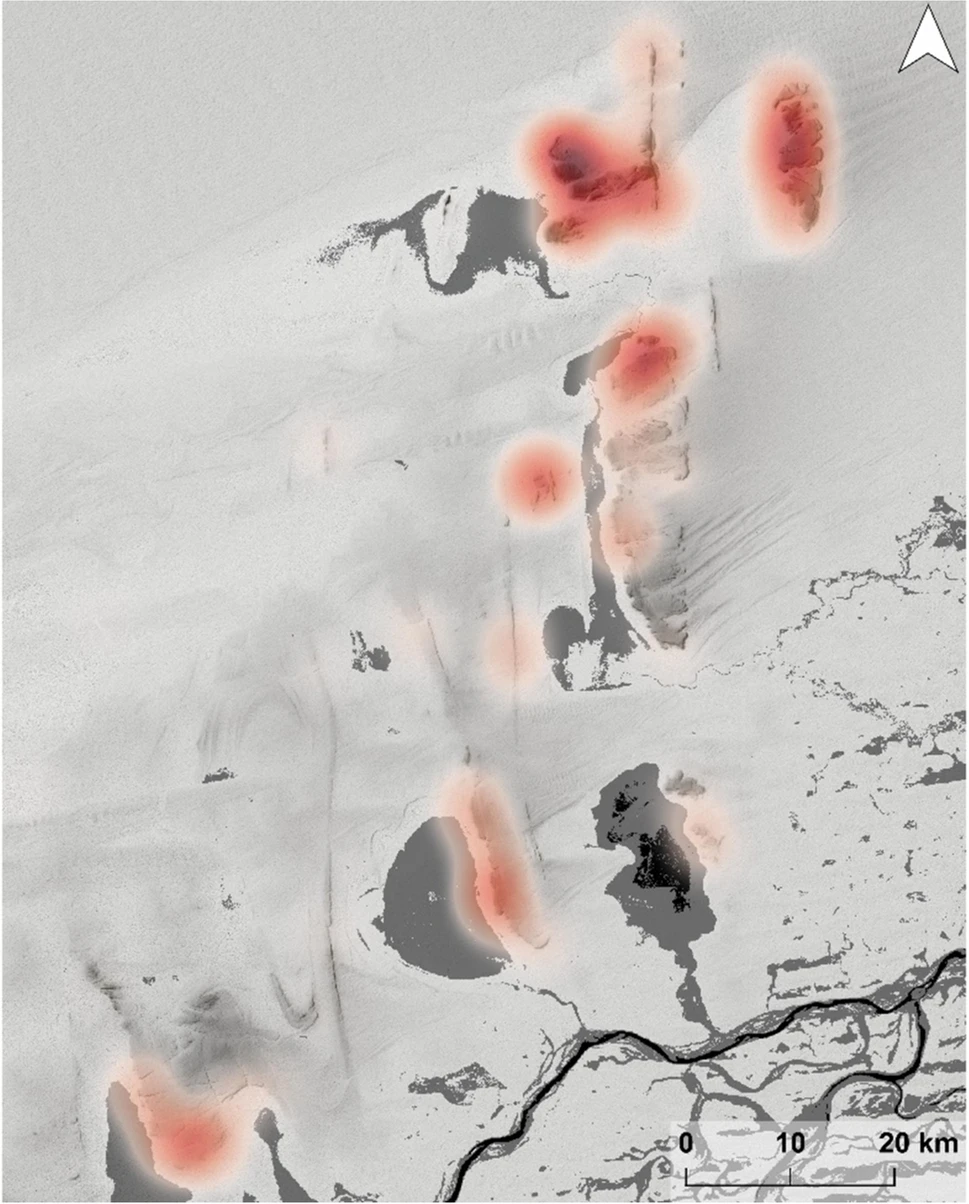
Densités de localisation des sites, montrant une nette préférence pour les escarpements de grès. Eau permanente (1984-2021) en noir, eau non permanente en gris.
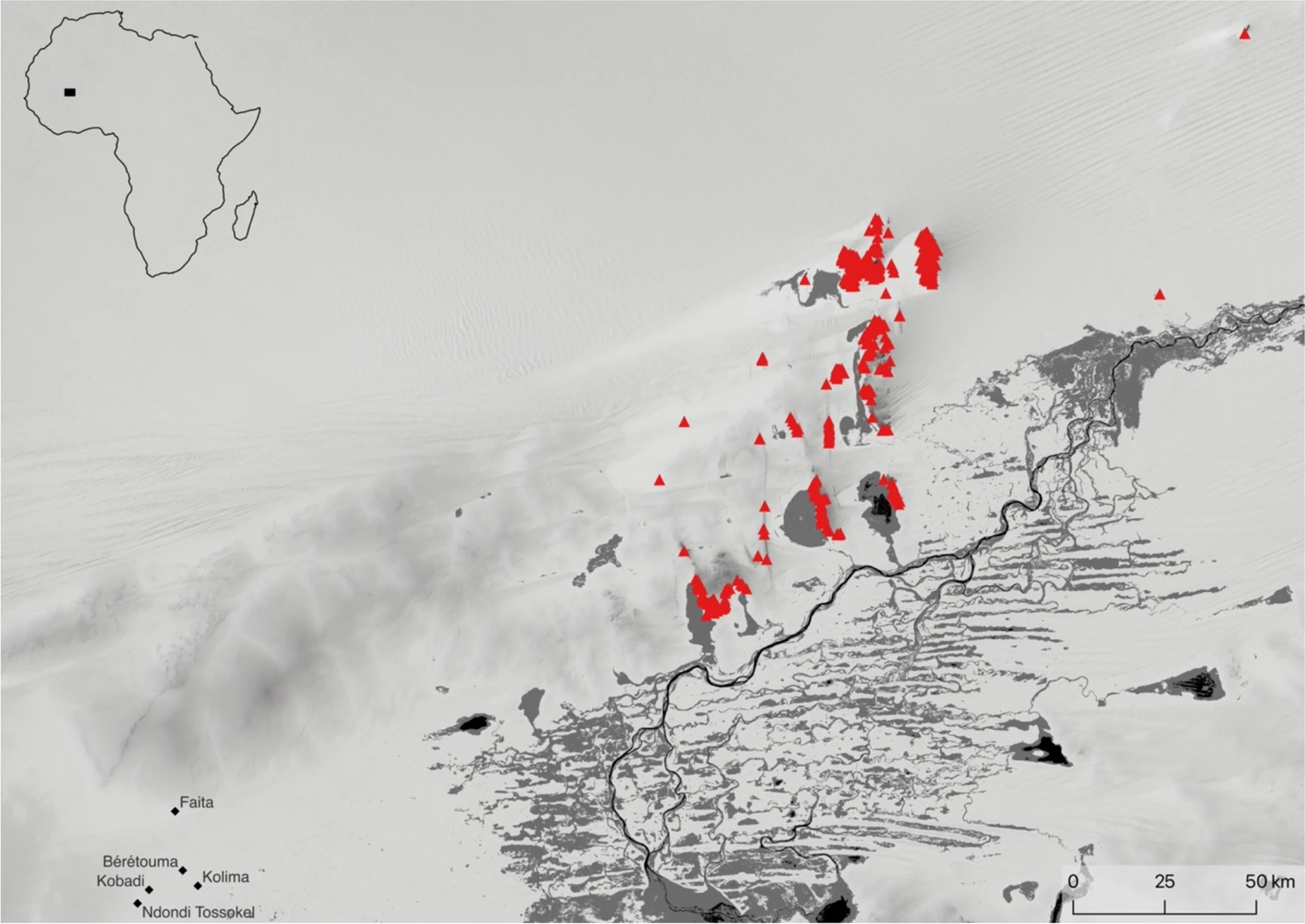
Localisation des sites documentés. Eau permanente (1984-2021) en noir, eau non permanente en gris.
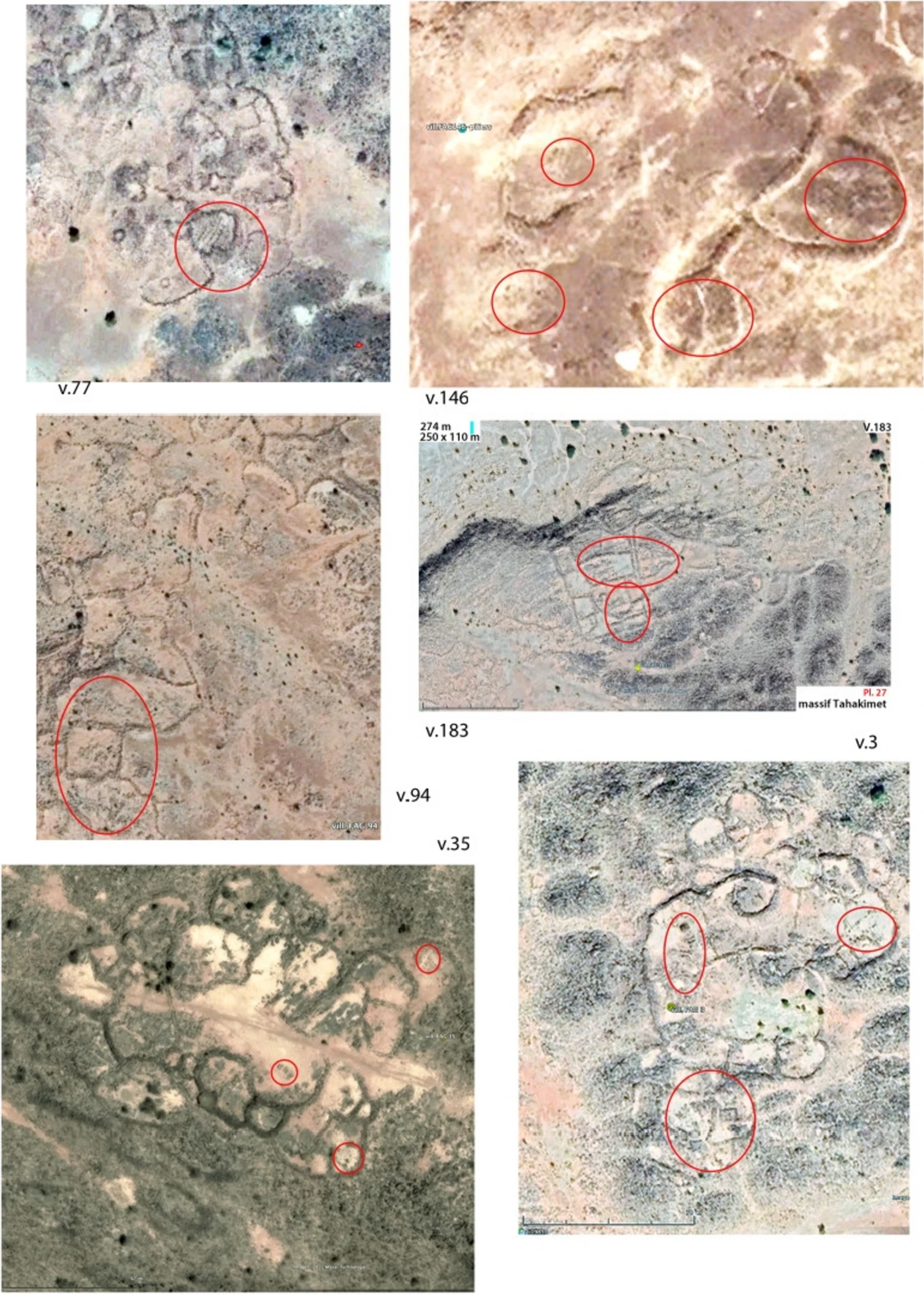
Structures de piliers possibles dans les sites villageois de la région des lacs du Mali

## Postérité

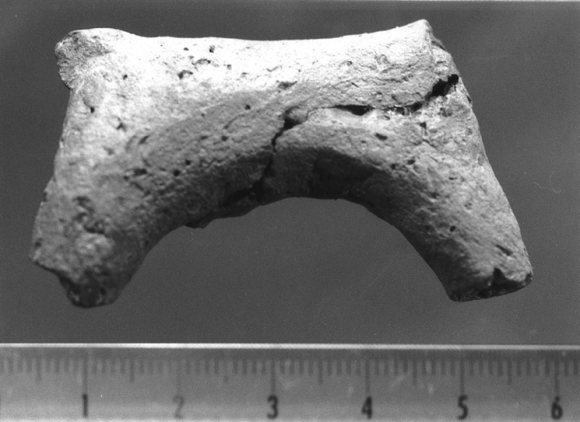
Corps de statuette zoomorphe

La culture Tichitt s'est répandue dans la région du Moyen Niger (par exemple, Méma, Macina, Dia Shoma, Jenne Jeno) au Mali où elle s'est se développe et a persisté sous la forme de céramiques du faciès Faïta entre 1300 et 400 avant J.-C. parmi l'architecture en terre battue et la métallurgie du fer (qui s'est se développe après 900 avant J.-C.). Au milieu du 1er millénaire avant J.-C., la désertification croissante du Sahara vert a entraîné la migration des Dhars (par exemple, Dhar Tichitt, Dhar Walata, Dhar Néma) de Mauritanie. Certains pasteurs de Dhar Tichitt ont peut-être migré vers le sud-est et d'autres vers le sud (par exemple, la vallée moyenne du fleuve Sénégal au Sénégal). Dhar Néma a peut-être servi de zone de transition pour les gens de la culture Tichitt, car la zone de Dhar Tichitt a commencé à être évacuée vers 300 avant J.-C. De Mauritanie, les peuples de la culture Tichitt ont peut-être migré vers la région des lacs maliens, Macina et/ou Méma. Dans les régions septentrionales du Macina et du Mema, situées au Moyen Niger, des objets lithiques semble être apportés des Dhars (par exemple, Dhar Tichitt, Dhar Walata, Dhar Tagant) de Mauritanie. Dès le 3e ou le 4e siècle avant J.-C., des pasteurs migrateurs de Dhar Tichitt sont peut-être arrivés et ont habité dans les régions de la boucle du Niger et du delta du Niger. L'aridification ayant affecté le lac Méga Tchad, cela a entraîné le développement d'un bassin du lac Tchad riche en nutriments ; par conséquent, la culture Tichitt (par exemple, les matériaux végétaux utilisés pour styliser la céramique avec un motif tressé et torsadé) peut s'être répandue dans sa région sud lorsque les pasteurs de Dhar Tichitt ont peuplé le bassin du lac Tchad. Certains pasteurs ont peut-être également peuplé la région qui allait devenir l'Empire du Ghana ainsi que les premiers Awdaghust. Outre la structure sociale complexe et l'agriculture, la construction de tumulus pourrait également s'être propagée de Tichitt, à travers le delta intérieur du Niger, jusqu'au Pays Dogon. Suivant la culture Tichitt, au 1er millénaire de notre ère, l'urbanisme pré-étatique du sud de la Mauritanie s'est transformé en urbanisme étatique (par exemple, nucléation des peuples et spécialisation régionale) dans l'ouest du Soudan. En particulier, l’urbanisme étatique au Moyen Niger et dans l’ Empire du Ghana s’est se développe entre 450 et 700 de notre ère.